# I. Harald dán király
I. Harald Gormsson vagy Kékfogú Harald (dánul: Harald Blåtand óészakiul: Haraldr blátönn norvégül: Harald Blåtann angolul: Harald Bluetooth), (911 – 986. november 1.) dán király 958-tól és norvég király 976-tól, az ő nevéhez fűződik a dánok megtérítése és egyben a Jelling-dinasztia megalapítása.

## Uralkodása
Édesapja Öreg Gorm, akitől a jyllandi királyságot örökölte, anyja Thyra [vagy Thyrin] (feltehetőleg Harald Klak, Jylland jarljának leánya), "Dánia megújítójának", a Jylland déli részén emelt földsánc, a Danevirke megalkotóinak a fia. 936 óta egy részterületen uralkodott. Befejezte Dánia egyesítését, amit még az édesapja kezdett el. Elismerte I. Ottó német-római császár fennhatóságát 947-ben és az adófizetője lett; létrehozta a dán egyházszervezeten belül a ripeni, aarhusi, schleswigi püspökségeket, melyeket 948 körül a brémai érsekség alá rendelt. Az országos térítést a hamburgi érsek fennhatósága alá tartozó, újonnan kinevezett két jütlandi püspök szervezte meg. Feudális előjogokat adott az egyháznak, és egyben ő tette át a királyi székhelyet Jellingből Roskildébe. Nagy kör alakú földvárakat (trelleborg) építtetett országszerte, és apjától eltérően, aki a törzsfőkön keresztül kormányzott, a saját kezébe vette az ország és a hadsereg irányítását. Valószínűleg ő emeltette a 760 méter hosszú ravningi tölgyfahidat is az egyik fontos hadiút vonalában.
Testvére, Gunnhild, Széphajú Harald fiának, Véresbárdú Erik norvég királynak volt a felesége. Erik halála után háború tört ki a norvég trónért, amelyben 960 körül végül a dánok győztek, és Harald a trónra segítette Szürkeköpenyes Haraldot, Véresbárdú Erik fiát. 965-ben újra megtámadta Norvégiát Haakon Sigurdson, Harald Gudrodson és más norvég száműzöttek támogatásával. Az országot 976-ban meghódítva visszatért Dániába és Haakon Jarlt tette meg kormányzónak. I. Ottó német-római császár azonban betört Jütlandba és legyőzte Haraldot, aki Marsey szigetére menekült. Itt térítette keresztény hitre Poppo püspök 965 körül, miután a hittérítő alávetette magát egy tűzpróbának, így a kereszténységnek már eddig is kedvező uralkodó végleg felvette azt és elkötelezett hívévé vált az új vallásnak. Megkeresztelkedése után Gorm sírhelyét keresztény vallási központtá alakíttatta át, és két magas sírdomb közé templomot építtetett.
I. Ottó német-római császár halála után (973) megkísérelte Schleswiget elfoglalni, de 974-ben vereséget szenvedett II. Ottó német-római császártól, aki békére kényszerítette, s ezért fia, Sven (aki még a régi isteneket tisztelte) megfosztotta a tróntól és  száműzte a keresztény papokkal együtt. Harald Jomsburgba (az Odera torkolatánál) menekült, ahol egy pomerániai viking erődben halt meg, míg a Gesta Danorum azt állítja, hogy egy Toko nevű íjász ölte meg, akit korábban arra kényszerített, hogy fia fejéről lője le az almát. Erről mintázta később egy ismeretlen Tell Vilmos történetét. A roskildei székesegyházban temették el.
|  |  |

## Egyéb
- A feljegyzések szerint nagyon szerette az áfonyát, ezért kapta  a Kékfogú (angolul bluetooth) jelzőt. Róla kapta nevét a Bluetooth vezeték nélküli adatátviteli szabvány; a logó a H. B. monogram rúnajeleiből áll össze.
- Életrajzát röviden megragadja a jellingi rúnakövek felirata: „Harald király rendelte ennek a kőnek a felállítását apja, Gorm emlékére és anyja, Thyrvé emlékére; az a Harald, aki meghódította magának egész Dániát és Norvégiát és kereszténnyé tette a dánokat”.

## Családja
- Első felesége Gunhild[16] volt, akivel 965 körül[4] házasodott össze.
- Második felesége, Tove,[16] Misztivoj vend herceg lánya, 970 körül[4] vette el Harald.
- Harmadik felesége, Gyritha, Erős Styrbjörn svéd trönkövetelő testvére.

Harald gyermekei (talán az első feleségtől születtek, de ez nem bizonyított):
- - Awelina[18]
  - Tyre Haraldsdatter[16] (947 – 1000. szeptember 18.)
  - Svend Haraldsen[16] (955 k. – 1014. február 3.), I. Svend néven uralkodott
  - Hakon Haraldsen[16] (961 – 987 előtt)
  - Gunhild Haraldsdatter (949 – 1002. november 13.)
  - Erik Hring[18] (967 – ?)
  - Mop Haraldsdatter[9] (? – 1015)
  - Thorgny Haraldsdatter[9]